# راوی تجا
راوی تجا (انگلیسی: Ravi Teja؛ زادهٔ ۲۶ ژانویهٔ ۱۹۶۸) یک هنرپیشه اهل هند است. وی از سال ۱۹۹۰ میلادی تاکنون مشغول فعالیت بوده‌است.
از فیلم‌ها یا برنامه‌های تلویزیونی که وی در آن نقش داشته‌است می‌توان به شوک، ویکرامارکدو، آمر اکبر آنتونی، بلادور، من فقط با تو ازدواج می‌کنم، ترس، آقا اینجاست، ویرا، لگد، غرور، ترک، اوباش امروز راجا، انفجار (۲۰۲۲)، راواناسورا، ببر بنگال، امن، چایتانیا و والتیر ویرایا (۲۰۲۳) اشاره کرد.